# Treinta y seis vistas del monte Fuji (Hiroshige)

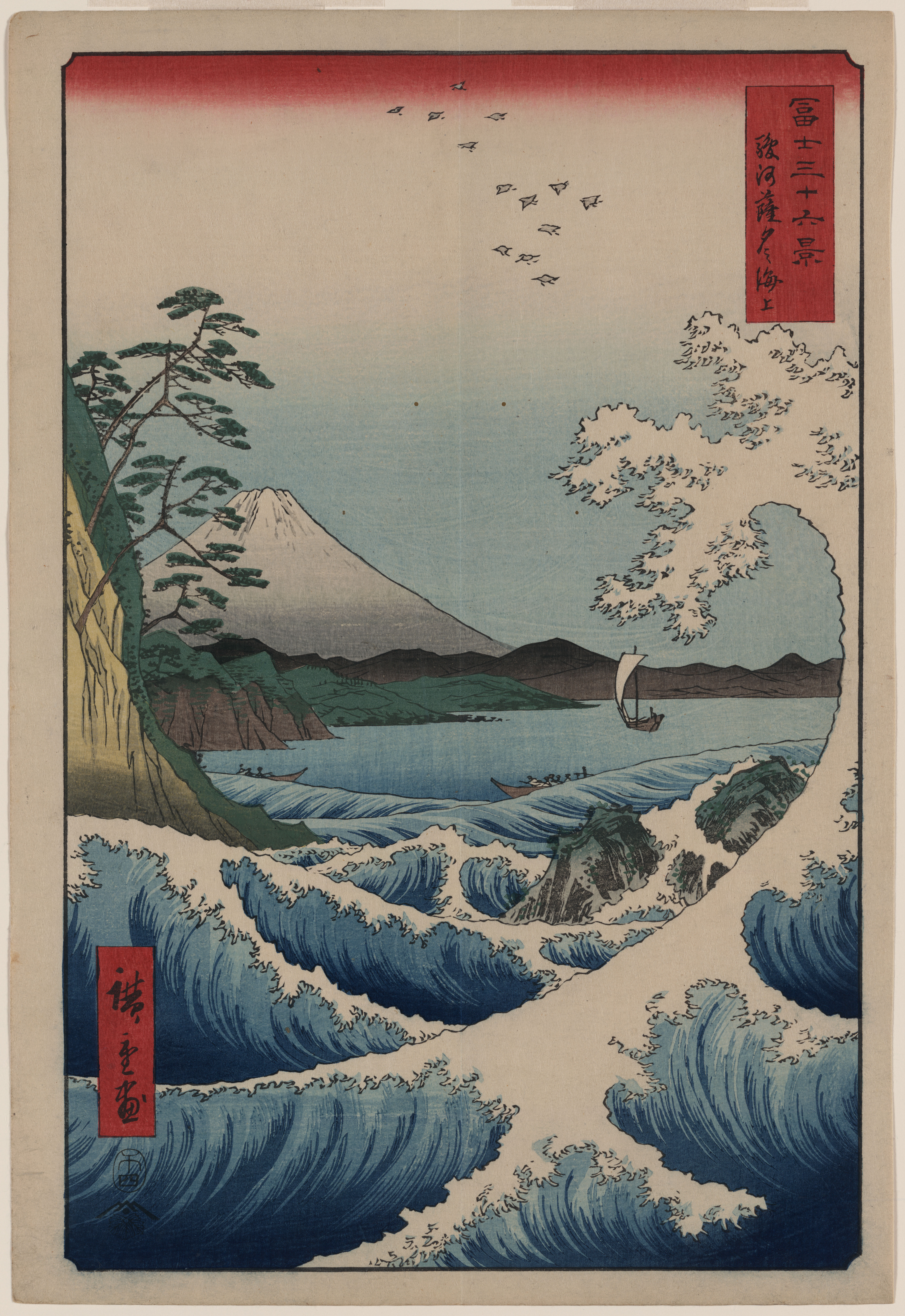
Vista del monte Fuji desde el punto de Satta en la Bahía de Suruga (1858), grabado de Hiroshige,(xilografía)

Treinta y seis vistas del monte Fuji ( Japón :富士三十六景; Fuji Sanju-Rokkei ) es el título de dos series de grabados en madera (ukiyo-e)  por el artista japonés Ando Hiroshige, que representa el Monte Fuji en condiciones climáticas y de temporada diferentes, y de una variedad de diferentes lugares y distancias. La serie 1852 está en posición horizontal, la serie 1858 tienen orientación vertical. El mismo tema había sido tratado por Hokusai en dos de su propia serie, Treinta y seis vistas del monte Fuji y Cien vistas del monte Fuji.